# Peter Paterna

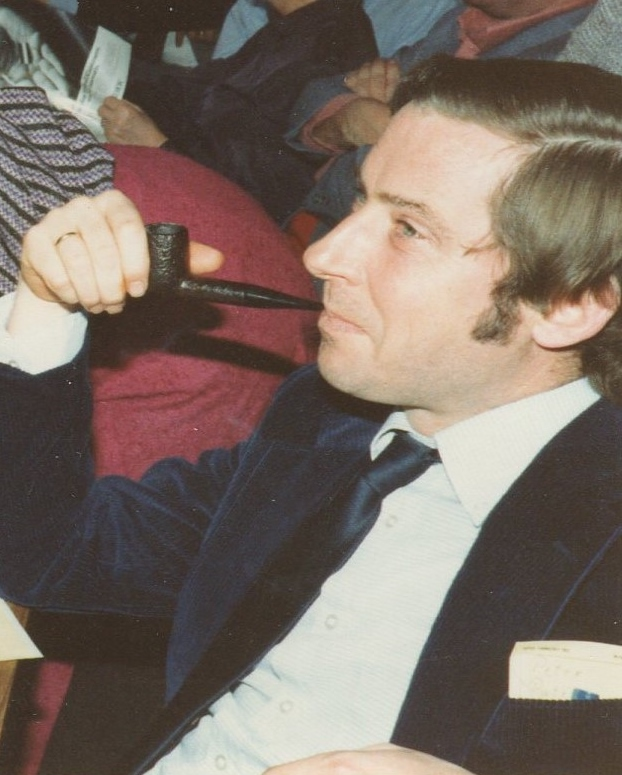
Peter Paterna (1981)

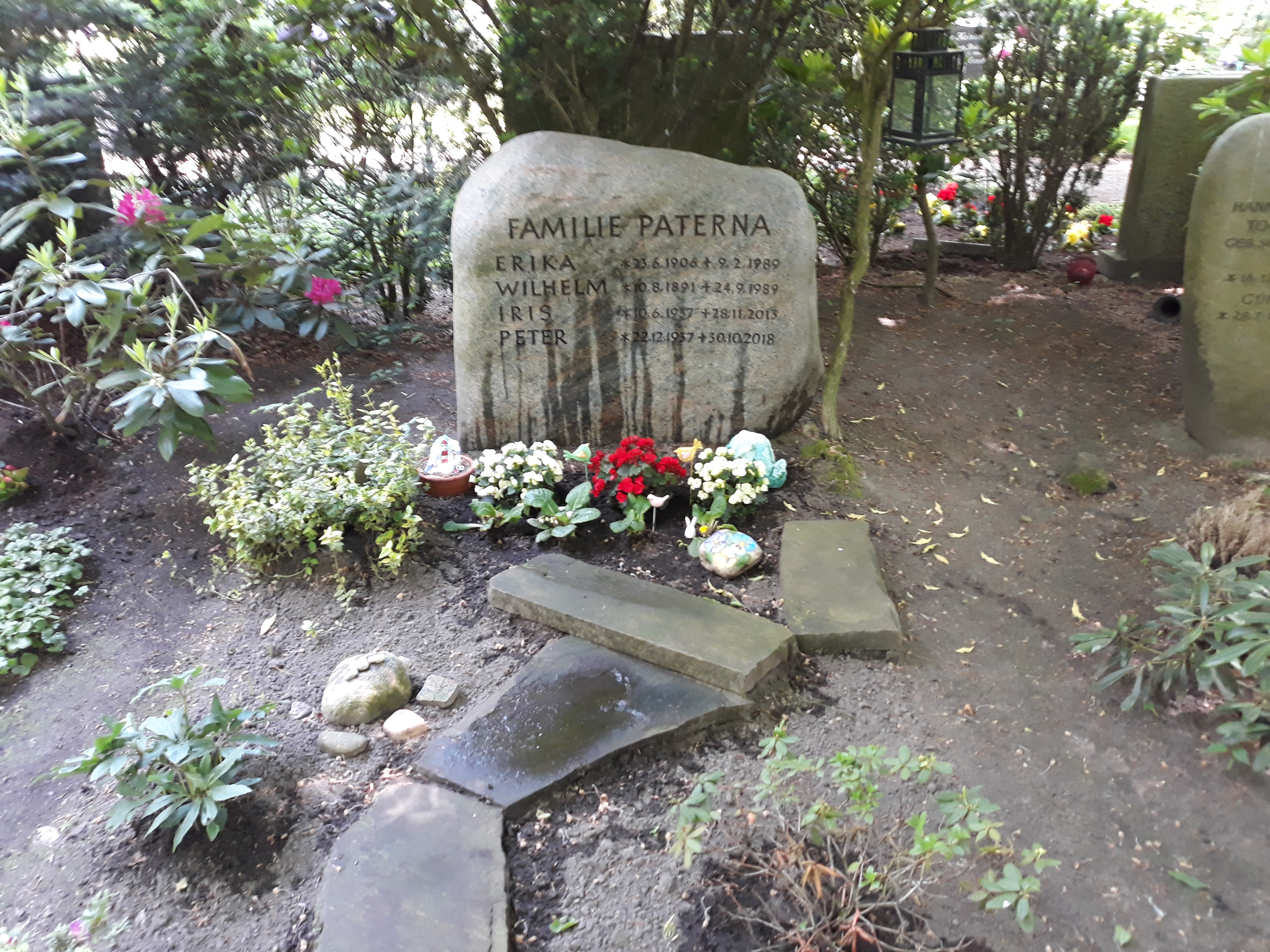
Das Grab von Peter Paterna und seiner Ehefrau Iris auf dem Alten Niendorfer Friedhof in Hamburg

Peter Paterna (* 22. Dezember 1937 in Cuxhaven; † 30. Oktober 2018 in Hamburg) war ein deutscher Politiker der SPD.
Paterna studierte in Innsbruck und Hamburg für das Lehramt. Ab 1963 unterrichtete er; zuletzt als stellvertretender Schulleiter an der Volks- und Realschule in Hamburg-Niendorf Sachsenweg. Als Verfechter der Gesamtschule hatte er großen Anteil an der Entstehung der Julius-Leber-Schule in Hamburg-Schnelsen. 1970 wurde er als Abgeordneter in die Bezirksversammlung Hamburg-Eimsbüttel gewählt und war hier u. a.  Vorsitzender der SPD-Fraktion. Als Lehrer trat Paterna 1962 der SPD bei. Von 1976 bis 1994 war er Mitglied des Deutschen Bundestages. Dabei wurde er stets im Wahlkreis Eimsbüttel bzw. Hamburg-Eimsbüttel direkt gewählt. Im Bundestag war er von 1987 bis 1994 Vorsitzender des Ausschusses für das Post- und Fernmeldewesen (ab 1989: für Post und Telekommunikation). Bekannt geblieben ist sein Zweifel am Sinn der Datenübertragung via E-Mail: Man habe schließlich „ein funktionierendes Eilbotensystem“. Hier kämpfte er mit aller Kraft gegen die Postprivatisierung und die Öffnung der öffentlich-rechtlichen Medien für private Anbieter. 1994 schied Paterna nach 18 Jahren aus dem Bundestag aus.